# Бутик
Бутик је малопродајна радња која нуди гардеробу, накит, обућу и друге модне аксесоаре углавном од познатих робних марки. Та реч је почела да се користи и у контексту мањих локала који продају одећу и одевне комаде, без обзира на то да ли су од познатих или малих произвођача.

## Етимологија
Бутик на француском језику значи продавница, и првобитно је изведена од старогрчке речи за складиште (apothēkē). Ова реч је ушла у многе језике у својој оригиналној форми крајем 1960-их.

## Услуге познатих бутика
Када су у питању локали који продају скупу и маркирану робу, појам бутик се односи и на услугу коју радња нуди. Поред саме робе, у цену је урачануто и време и труд који запослени пружају при услуживању муштерија. Свака муштерија добије саветовање од стране радника који су дуже време у струци, и оно се одоноси на саму робу, стил, тренутну моду и захтеве муштерије. Поред саме високе цене артикала, само искуство које муштерије добију у таквом окружењу је урачунато у цену.
У неке од најлуксузнијих бутика спадају Алфред Данхил, Оскар де ла Рента, Loewe, Луи Витон, Роберто Кавали и Хери Винстон,а од робних марки Прада, Шанел, Гучи, Баленсијага, Луи Витон, Картије, Диор и Долче & Габана - већина марки има своје бутике.